# La Fresnaye-au-Sauvage
La Fresnaye-au-Sauvage là một xã thuộc tỉnh Orne trong vùng Normandie tây bắc nước Pháp. Xã này nằm ở khu vực có độ cao trung bình 258 mét trên mực nước biển.